# Terminal de Djebel Onk
Le terminal de Djebel Onk est un terminal ferroviaire de marchandises situé sur le site de la mine de phosphate de Djebel Onk, dans la commune algérienne de Bir el-Ater dans la wilaya de Tébessa.

## Situation ferroviaire
Le terminal est situé au sud-ouest de la ville de Bir el-Ater, au sein de la mine de phosphate de Djebel Onk. C'est le terminus de la ligne d'Annaba à Djebel Onk. Il est précédé de la gare de Tébessa.

## Histoire
Le prolongement de la ligne d'Annaba à Tébessa jusqu'à Djebel Onk et le terminal ferroviaire sont mis en service en 1966.

## Services
Le terminal est dédié au chargement du phosphate extrait de la mine de Djebel Onk,.